# Heinrich Fink (Politiker)
Heinrich Friedrich Christian Fink (* 29. März 1902 in Kiel; † 14. Februar 1981 in Hamburg) war ein deutscher Gewerkschafter und Politiker (KPD).

## Leben
Fink war von Beruf Klempner. Ab 1921 Mitglied der KPD. Von 1933 bis 1936 im KZ Fuhlsbüttel. Als Werftarbeiter war er mehrere Jahre Betriebsratsvorsitzender der Deutschen Werft in Hamburg. Leiter der Branchengruppe „Werften“ der IG Metall Hamburg.
Von 1954 bis zum Verbot 1956 war Fink Landesvorsitzender der KPD in Hamburg. 1953 bestimmte die SED, dass Fink für die KPD als „einziger Arbeiter-Vertreter Westdeutschlands“ an internationalen Tagungen und Konferenzen teilnehmen solle. Fink solle dabei das Gegengewicht zum ehemaligen Reichskanzler Joseph Wirth bilden, der als „bürgerlicher Schwätzer“ eingeschätzt wurde.
Von 1949 bis 1953 vertrat er die KPD in der Hamburgischen Bürgerschaft. Ab 1968 war er Mitglied der DKP.